# Valmozzola
Valmozzola ist eine italienische Gemeinde (comune) mit 536 Einwohnern (Stand 31. Dezember 2023) in der Provinz Parma in der Emilia-Romagna. Die Gemeinde liegt etwa 44 Kilometer südwestlich von Parma. Der Taro begrenzt die Gemeinde im Osten.

## Verkehr
Der Bahnhof von Valmozzola lag an der Ferrovia Pontremolese, der Bahnstrecke von Parma nach La Spezia. Nachdem eine Umfahrung mit einem Tunnel realisiert wurde, ist der Bahnhof geschlossen worden.